# Rinopitec d'Indoxina
El rinopitec d'Indoxina (Pygathrix nemaeus) és una espècie de primat de la família dels cercopitècids que viu a Laos i el Vietnam. És un animal ràpid i sorollós. Està amenaçat per la caça furtiva (car hi ha gent que en té com a animal de companyia al sud-est asiàtic) i la destrucció del seu hàbitat natural.